# Alchemilla aroanica
Alchemilla aroanica é uma espécie de rosácea do gênero Alchemilla, pertencente à família Rosaceae.